# آندرس آلگرین
آندرس آلگرین (سوئدی: Anders Ahlgren؛ ۱۲ فوریه ۱۸۸۸ – ۲۷ دسامبر ۱۹۷۶) کشتی‌گیر اهل سوئد بود.
وی در مسابقات کشوری و بین‌المللی در مجموع برندهٔ ۱ مدال طلا، ۳ مدال نقره شده‌است.